# Licínio Rangel
Dom Licínio Rangel (Campos, 5 de janeiro de 1936 — 16 de dezembro de 2002) foi um bispo católico brasileiro.
Foi consagrado bispo, apesar de não ter mandato pontifício, em 28 de julho de 1991, em São Fidélis, no Rio de Janeiro, Brasil, por Bernard Tissier de Mallerais, assistido este por Alfonso de Galarreta e Richard Williamson (os três pertencentes à Fraternidade Sacerdotal São Pio X).
Sucedeu ao bispo D. António de Castro Mayer como superior da União Sacerdotal São João Maria Vianney.
Em 15 de agosto de 2001, D. Licínio e os seus 25 padres, reconciliaram-se com a Santa Sé, escrevendo uma carta ao Papa João Paulo II expressando a sua total submissão e comunhão com Roma. O Papa erigiu canonicamente a União Sacerdotal São João Maria Vianney, que se tornou na Administração Apostólica Pessoal São João Maria Vianney, e nomeou um administrador apostólico para pastorear aqueles fiéis ligados ao rito romano tradicional. D. Licínio passou a ser bispo titular de Zarna em 18 de Janeiro de 2002, cargo que ocupou até sua morte, nesse mesmo ano.
Sucedeu-lhe como administrador apostólico da Administração Apostólica São João Maria Vianney D. Fernando Arêas Rifan.

## Brasão
- Descrição: Escudo eclesiástico oval de arminho com com um cruz de blau carregada do monograma de Cristo encimado por uma coroa real, tudo de jalde. O escudo assente em tarja branca. O conjunto pousado sobre uma cruz trevolada de ouro. O todo encimado pelo chapéu eclesiástico com seus cordões em cada flanco, terminados por seis borlas cada um, tudo de verde, forrado de vermelho. Brocante sobre a ponta da cruz um listel  de goles com o lema SVB TVVM PRÆSIDIVM , em letras de Jalde. [1]

- ‘Interpretação: O escudo obedece as regras heráldicas para os eclesiásticos. O campo de arminho representa o forro do manto protetor de Nossa Senhora, conforme velha tradição bretã, que por sua pele traduz: alta dignidade e pureza, pois este animal, quando acuado, prefere morrer a sujar a pele na lama. A cruz, combinação da pala com a faixa, é peça honrosa de primeira ordem e recorda as cruzadas e mais particularmente o Santíssimo Salvador, sendo de de blau (azul) representa o firmamento celeste e ainda o manto de Nossa Senhora que esteve ao lado da cruz onde seu Santíssimo Filho redimiu o gênero humano, sendo que este esmalte significa: justiça, serenidade, fortaleza, boa fama e nobreza.  O Monograma composto pelas letras gregas Khi (Χ) e Rô (Ρ), representam Jesus Cristo pregado na cruz e a coroa  o declara como Rei do Universo, sendo que o seu metal jalde (ouro) traduz nobreza, autoridade, premência, generosidade, ardor e descortínio. O lema: “Sob a vossa proteção” foi tirado do mais antigo hino preservado em louvor à Virgem Maria, datado do século III, mais precisamente do verso “Sob a vossa proteção nos refugiamos, Santa Mãe de Deus”, numa viva demonstração da confiança do bispo na proteção da Virgem Maria.